# Onimaru
Pour plus de détails, voir Fiche technique et Distribution.
Onimaru (嵐が丘, Arashi ga oka) est un film japonais réalisé par Kiju Yoshida en 1988.

## Fiche technique
- Réalisation : Kiju Yoshida
- Scénario : Yoshishige Yoshida, d'après Les Hauts de Hurlevent d'Emily Brontë
- Musique : Tōru Takemitsu
- Langue originale : japonais

## Distribution
- Rentarō Mikuni : Takamaru
- Yūsaku Matsuda : Onimaru
- Yūko Tanaka : Kinu
- Tatsuro Nadaka : Mitsuhiko
- Tomoko Takabe  : Kinu enfant
- Masato Furuoya : Yoshimaru